# Kranaos
Kranaos, Κραναός – w mitologii greckiej król Aten, następca Kekropsa. Jego żoną była Pedias, z którą miał trzy córki: Kranae, Kranajchme i Attis, od której imienia nazwano Attykę. Został wypędzony przez swego zięcia Amfiktyona, który objął tron Aten.